# Crazy Love (album Hawk Nelson)
Crazy Love è il settimo album in studio degli Hawk Nelson.
L'album, pubblicato l'8 febbraio 2011, è l'ultimo con il cantante Jason Dunn, che ha lasciato la band per intraprendere la carriera da solista.
L'album ha avuto una nomination come miglior album Christian/Gospel contemporaneo al Juno Awards del 2012.

## Le canzoni
L'album è stato pubblicato su 2 CD.
Nel primo c'erano le nuove canzoni, mentre nel secondo si trovavano delle versioni acustiche dei loro successi con un inedito: Stagefrigh.
Del secondo CD esiste una seconda versione, contenente 13 tracce anziché 11.

## Tracce
CD1
1. - "Tally-Ho" - 1:39
2. - "Your Love Is a Mystery" - 3:11
3. - "Crazy Love" - 3:41
4. - "My Next Breath" - 3:30
5. - "We're Alright" - 3:03
6. - "Skeleton" - 2:50
7. - "We Can Change the World" - 3:20
8. - "One Shot" - 3:21
9. - "Fraud" - 2:45
10. - "Joanna" - 2:58
11. - "LAX" - 0:57
12. - "Done Holding On" - 3:34
13. - "Thanks for the Beautiful Memories" - 2:43

- Durata 34:52

CD2
1. - "California" - Letters to the President - 2:26
2. - "Friend Like That" - Hawk Nelson Is My Friend - 2:50
3. - "Zero"  - Smile, It's the End of the World - 3:28
4. - "Stagefright" - 2:21
5. - "First Time" - Letters to the President	- 2:31
6. - "You Have What I Need" - Hawk Nelson Is My Friend - 2:36
7. - "Everything You Ever Wanted" - Smile, It's the End of the World - 4:10
8. - "Head On Collision" - Smile, It's the End of the World - 3:04
9. - "Long Ago" - Live Life Loud - 2:54
10. - "Take Me" - Letters to the President - 3:41
11. - "36 Days" - Letters to the President - 4:08

- Durata 32:09[1]

## Formazione della Band
- Jason Dunn - voce
- Jonathan Steingard - chitarra
- Daniel Biro - basso
- Justin Benner - batteria